# Jennifer Morgan (Umweltaktivistin)

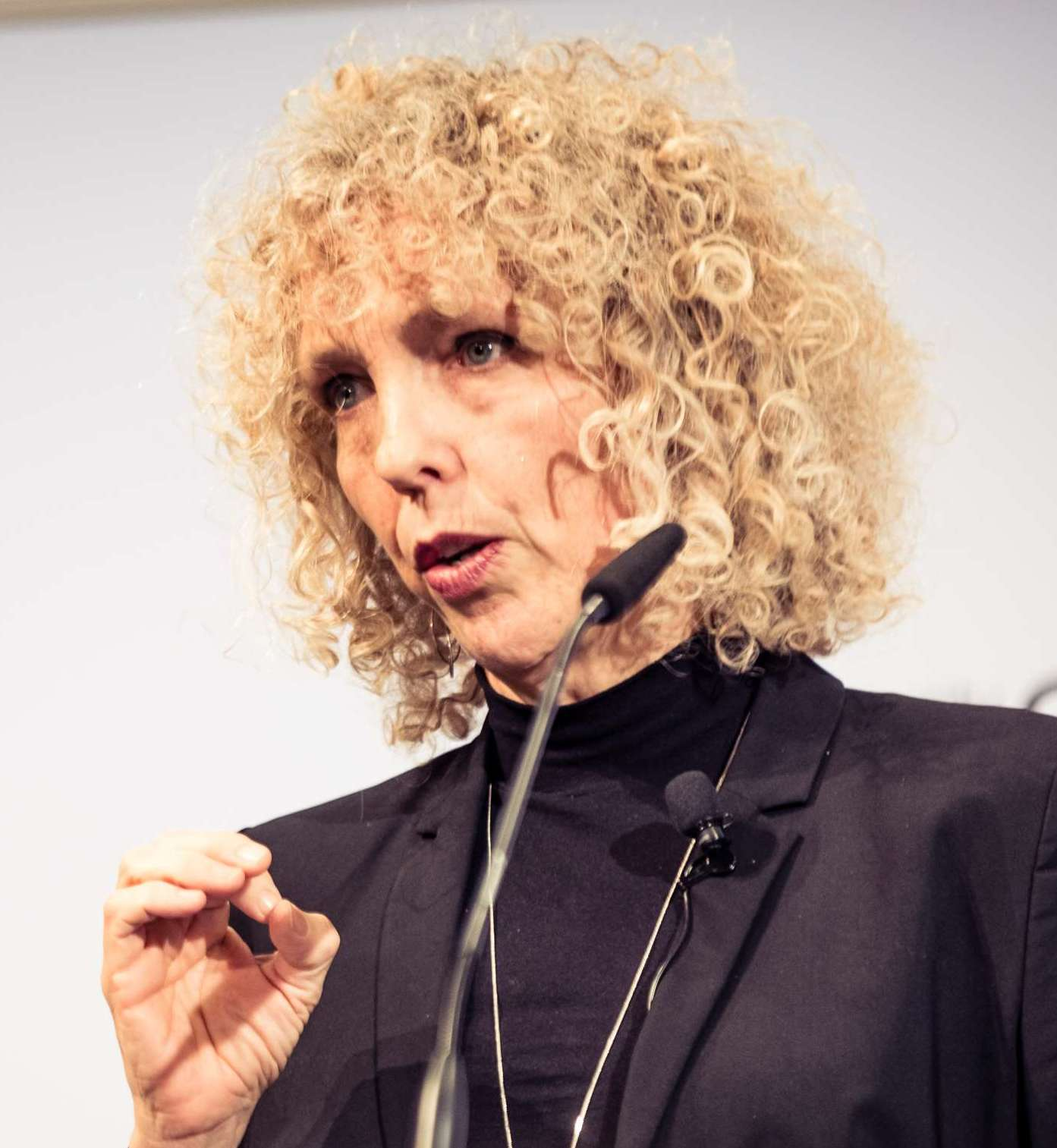
Jennifer Morgan, 2020

Jennifer Lee Morgan (geboren am 21. April 1966 in Ridgewood, New Jersey) ist eine deutsche Politikerin US-amerikanischer Herkunft. Sie war von 2022 bis 2025 Sonderbeauftragte für internationale Klimapolitik im Amt einer Staatssekretärin im Auswärtigen Amt. Von 2016 bis 2022 leitete sie zusammen mit Bunny McDiarmid die Umweltschutzorganisation Greenpeace International.

## Leben und Wirken
Jennifer Morgan kam als eine von drei Töchtern eines Bankangestellten und einer Krankenschwester in Ridgewood im US-Bundesstaat New Jersey zur Welt. Nach der Schulzeit studierte sie ab 1988 Politikwissenschaft und Germanistik an der Indiana University Bloomington. Sie schloss ihr Studium mit dem Bachelor of Arts ab. Danach wechselte sie an die School of International Service (SIS) der American University in Washington, D.C., studierte dort Internationale Beziehungen und erwarb einen Master of Arts. Nach eigenen Angaben löste in dieser Zeit die englische Ausgabe des Buches Um Hoffnung kämpfen von Petra Kelly, Mitgründerin der Grünen in Deutschland und Absolventin der SIS der American University, ihre Hinwendung zur Umweltpolitik aus.
Nach dem Studium arbeitete Morgan von 1994 bis 1996 als Koordinatorin der US-Sektion von Climate Action Network. Von 1996 bis 1997 arbeitete sie im Rahmen eines Stipendienprogramms der Robert Bosch Stiftung ein Jahr lang in Deutschland im damals von Angela Merkel geführten Bundesumweltministerium, entwarf unter anderem deren Reden. Danach leitete sie von 1998 bis 2006 das Global Climate Change Program (Programm zum weltweiten Klimawandel) des WWF. Anschließend war sie von 2006 bis 2009 als Global Climate Change Director für die Denkfabrik E3G (Third Generation Environmentalism) tätig. Es folgte von 2009 bis 2016 die Arbeit als Global Director of the Climate Program (Direktorin des Klimaprogramms) beim World Resources Institute. Ab April 2016 leitete sie als Executive Director (Geschäftsführerin) Greenpeace International in einer Doppelspitze mit Bunny McDiarmid.
Neben diesen hauptamtlichen Aufgaben arbeitete Morgan während der deutschen EU-Ratspräsidentschaft 2007 im Beratergremium der Bundesregierung unter der Leitung des Klimaforschers Hans Joachim Schellnhuber und unterstützt seit 2008 die Initiative Breaking the Climate Deadlock des früheren britischen Premierministers Tony Blair. Darüber hinaus wirkte sie als Begutachtungseditorin (Review Editor) an einem Kapitel des Fünften Sachstandsberichts des IPCC mit und war von Juli 2013 bis Oktober 2016 Mitglied im Rat für Nachhaltige Entwicklung der deutschen Bundesregierung. Von 2010 bis 2017 war sie Mitglied im Wissenschaftlichen Beirat des Potsdam-Instituts für Klimafolgenforschung. Sie ist Ehrenmitglied des Vereins Germanwatch.
Am 1. März 2022 wurde Morgan zur Sonderbeauftragten für internationale Klimapolitik im Auswärtigen Amt ernannt. Zusätzlich wurde sie zur Staatssekretärin ernannt. Verbunden damit war ihr Rücktritt als Geschäftsführerin von Greenpeace International zum 28. Februar 2022. Morgan, die seit 2003 in Berlin lebt, wurde hierfür beschleunigt innerhalb von zwei Monaten nach Amtsantritt der Ampelkoalition die deutsche Staatsangehörigkeit verliehen, die sie 2021 beantragt hatte. Im Zuge der Bildung des Kabinetts Merz am 6. Mai 2025 schied sie aus dem Amt der Staatssekretärin sowie der Position der Sonderbeauftragten aus.
Das Klimasekretariat der Vereinten Nationen hat Morgan 2022 zur Verhandlerin für die UN-Klimakonferenz in Scharm asch-Schaich ernannt, die am 6. November 2022 begann.